# Anzeiger-Hochhaus

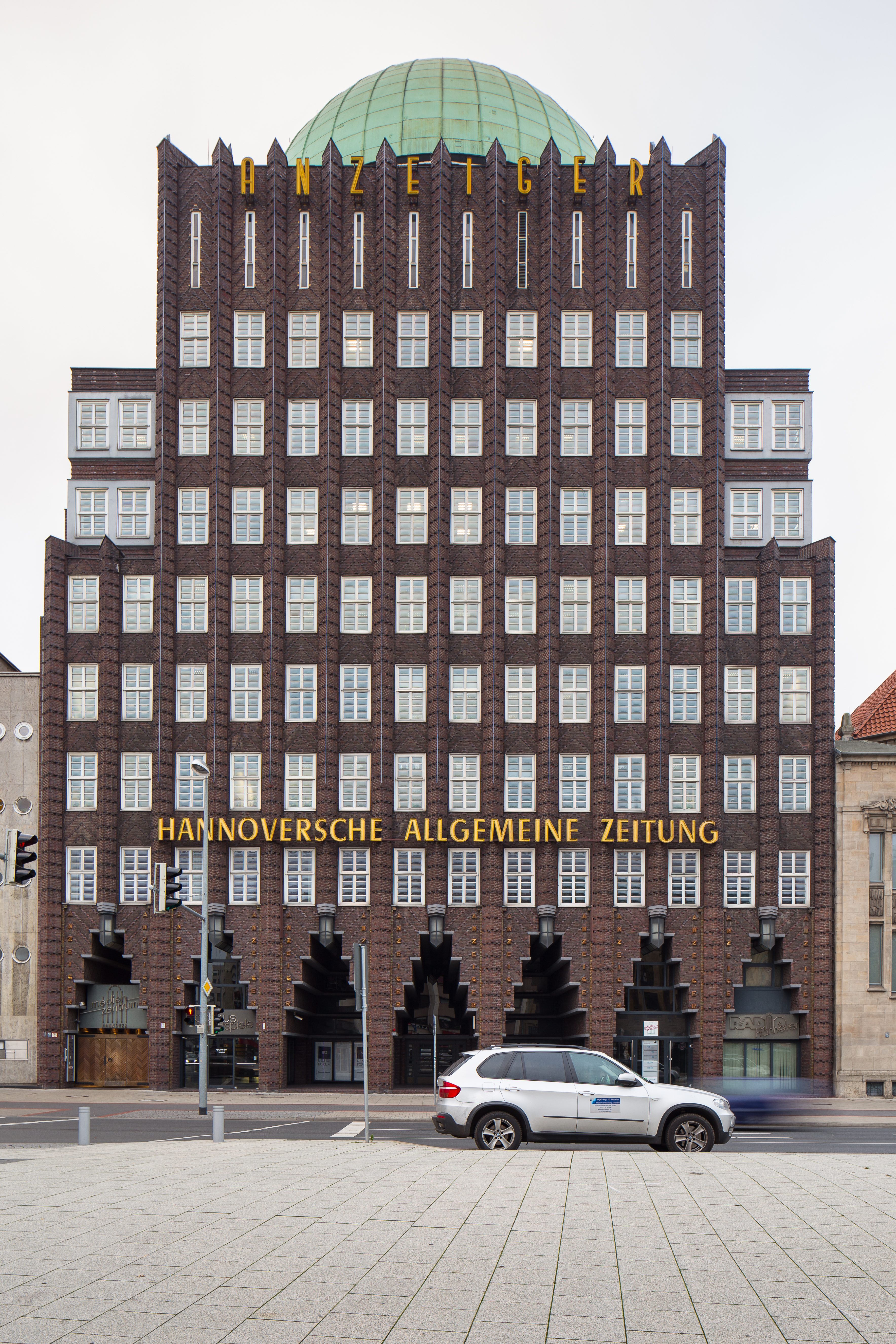
Anzeiger-Hochhaus

Das Anzeiger-Hochhaus in Hannover wurde 1927–1928 im Stil des Backsteinexpressionismus nach einem Entwurf von Fritz Höger als Verlagsgebäude des Hannoverschen Anzeigers gebaut und war eines der ersten Hochhäuser im Deutschen Reich (siehe auch: Historische Hochhäuser in Deutschland). Das 51 Meter hohe Gebäude mit zehn Geschossen befindet sich im Stadtteil Mitte nahe dem Steintor-Platz und besitzt mit seiner charakteristischen Dachkuppel einen hohen Wiedererkennungswert in der niedersächsischen Landeshauptstadt. Es gehört der Mediengruppe Madsack.
Es gehört zu den wenigen Gebäuden im Stadtzentrum, das die 88 Luftangriffe auf die Stadt während des Zweiten Weltkriegs, auch wegen seiner Grundkonstruktion als Stahlskelettbau, mit vergleichsweise geringen Schäden überstanden hat. Bei einem der letzten Luftangriffe brannte im März 1945 das in der 12 m hohen Kuppel befindliche Planetarium aus. An seiner Stelle richtete sich in der Nachkriegszeit ein Kino ein, das als „Hochhaus-Lichtspiele“ bis heute existiert.
Im Anzeiger-Hochhaus wurden das Nachrichtenmagazin Der Spiegel (1947) und die Wochenzeitschrift Stern (1948) gegründet.

## Baustil

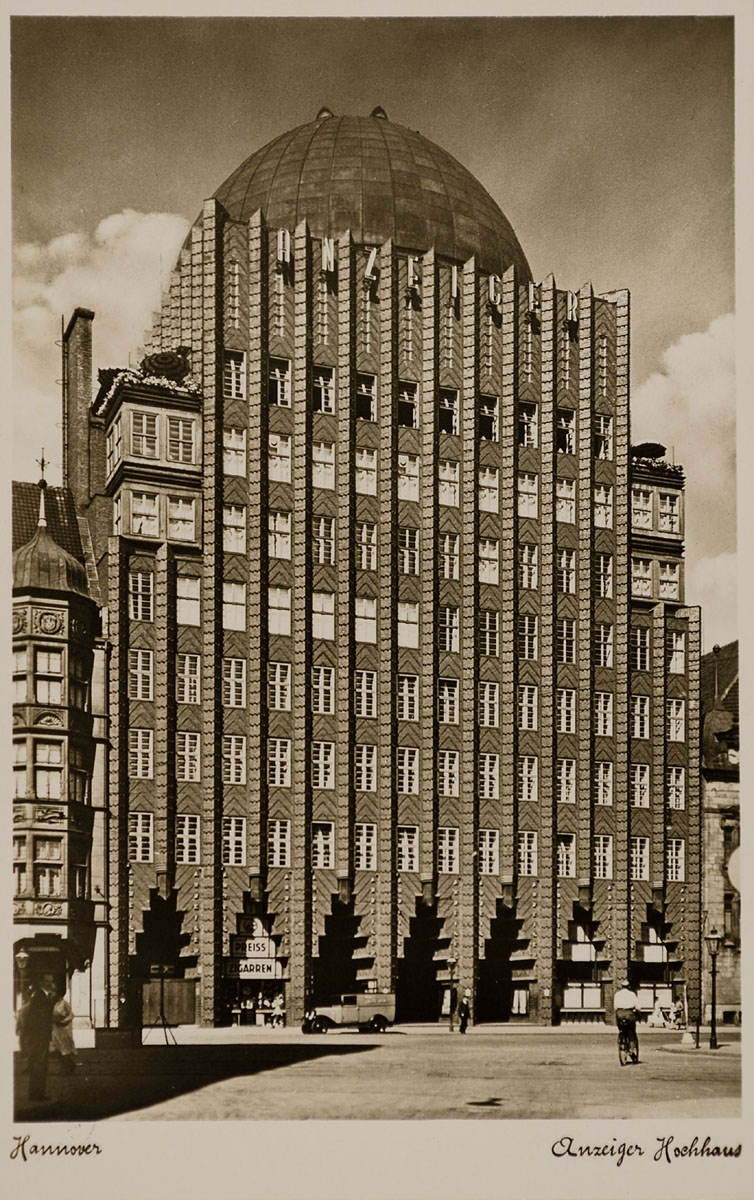
Das Gebäude als Silbergelatine-Abzug nach einem Foto von Carl Dransfeld

Als typischer Vertreter des Backsteinexpressionismus in Hannover ist das Anzeiger-Hochhaus mit einer dunkelroten und teilweise goldglasierten Klinkerfassade versehen. Das Kuppeldach aus grünpatiniertem Kupferblech ist im deutschen Hochhausbau einzigartig. Die Fassade ist mit dekorativen Elementen an gotisierenden und expressionistischen Detailformen versehen. Die Betonung der Vertikalgliederung durch die keilförmig vorragenden Wandvorlagen wird nachts durch senkrechte Leuchtröhrenbänder verstärkt, die schon zur Vorkriegsausstattung gehörten. Weitere Gebäude dieser Art und Epoche in Hannover sind:
- das 1926 nach einem Entwurf von Franz Erich Kassbaum fertiggestellte Franzius-Institut (damals: Institut für Bauingenieurwesen) an der Nienburger Straße,
- das 1929–1930 errichtete Hochhaus am Platz „Schwarzer Bär“ (Entwurf: Friedrich Hartjenstein), heute Sitz des Veranstaltungszentrums Capitol,
- die 1931 nach Plänen von Karl Elkart gebaute Stadtbibliothek Hannover an der Hildesheimer Straße (als erstes Bibliotheks-Hochhaus in Europa).

## Geschichte
Das Anzeiger-Hochhaus wurde für den Verlag Hannoverscher Anzeiger A. Madsack & Co. gebaut, der heute als Verlagsgesellschaft Madsack die Hannoversche Allgemeine Zeitung (HAZ) und die Neue Presse (NP) herausgibt. Das Gebäude gehört der Mediengruppe bis heute. In dem als Pressehaus genutzten Gebäude wurde nach dem Zweiten Weltkrieg die von Rudolf Augstein herausgegebene Zeitschrift Der Spiegel gegründet. Die erste Ausgabe erschien in Hannover am 4. Januar 1947, einem Samstag. Bis zum Umzug nach Hamburg im Jahr 1952 hatte die Spiegel-Redaktion ihren Sitz in Hannover. Ebenfalls im Anzeiger-Hochhaus erschien am 1. August 1948 die erste Ausgabe der Zeitschrift Stern von Henri Nannen. 1962 waren im Hochhaus über 800 Mitarbeiter beschäftigt. Bis 1966 befand sich im 7. Obergeschoss eine Café-Dachterrasse. 1974 verließ die HAZ das Anzeiger-Hochhaus und bezog ein neues Druck- und Verlagszentrum außerhalb des Stadtzentrums, welches heute zum Stadtteil Bemerode gehört. In der früheren Halle für die Rotationspressen hinter dem Hochhaus wurde bis zum 3. Januar 1988 die Diskothek Rotation betrieben.

## Aktuelle Nutzung

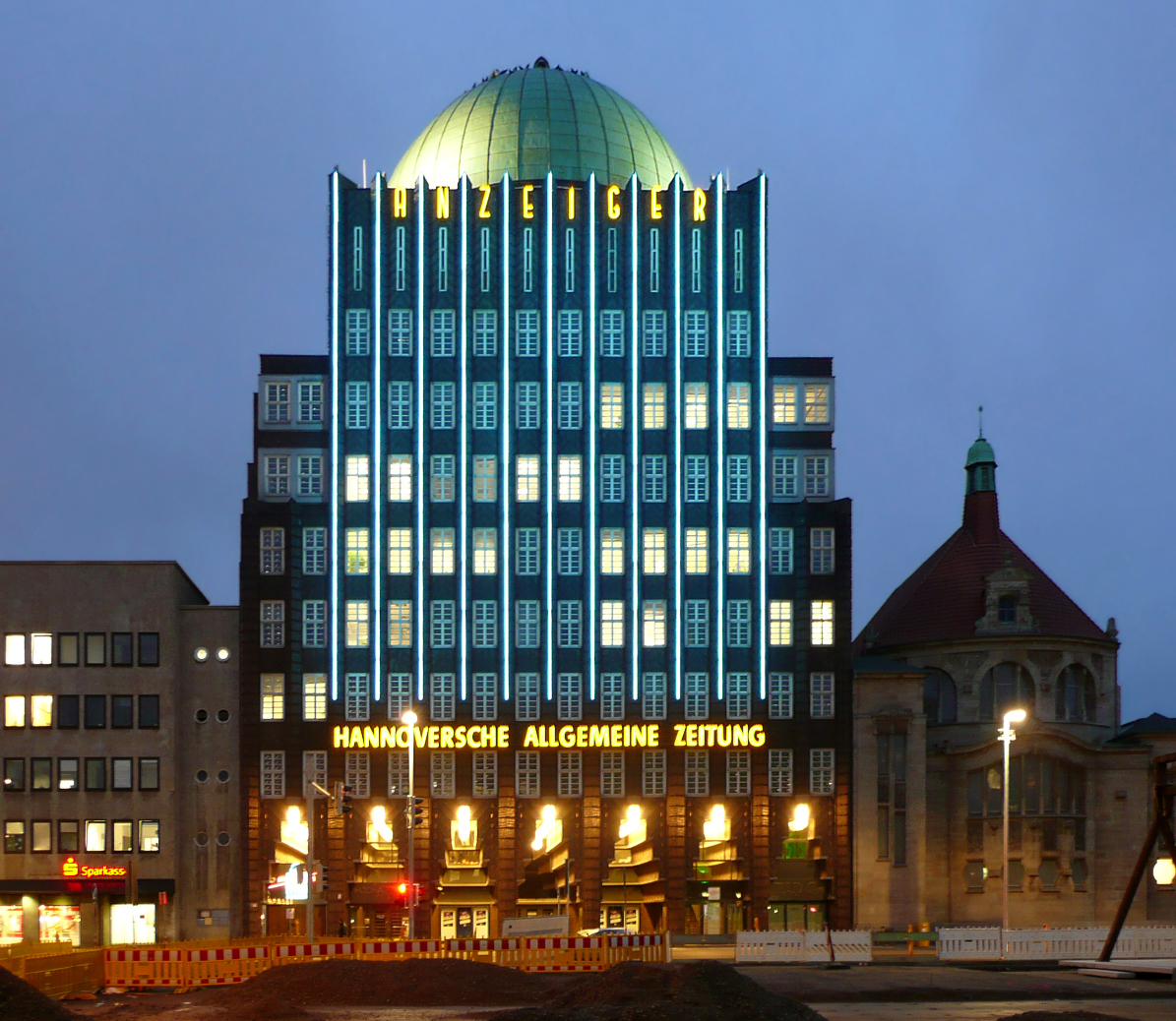
Fassade bei Nacht

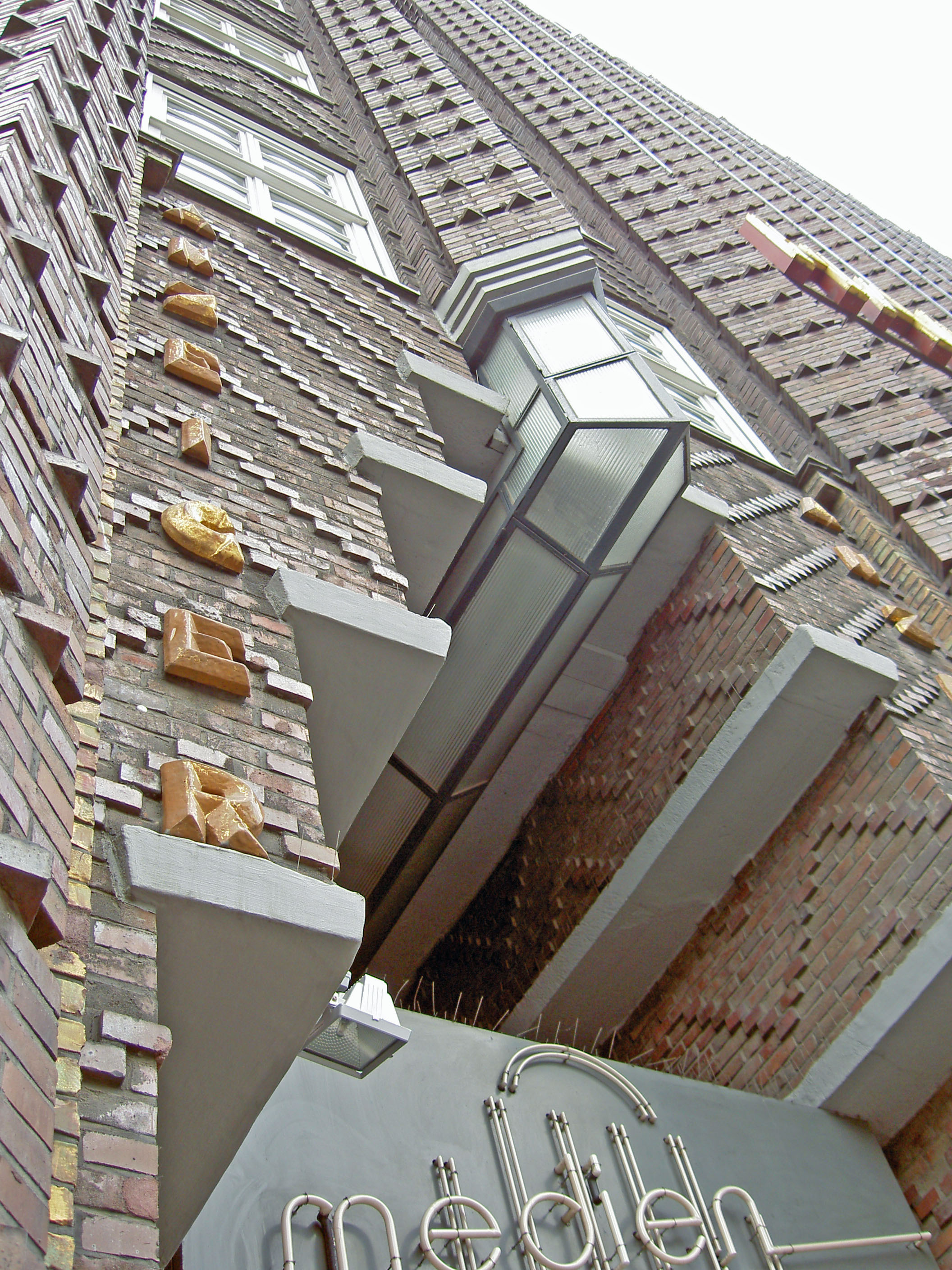
Fassadendetail

Seit 1974 hat in dem Gebäude die HIS Hochschul-Informations-System eG ihren Sitz sowie die TVN Group – ein Film- und Fernsehunternehmen der Madsack Mediengruppe. Die Hannoversche Allgemeine Zeitung war hier eine Zeit lang mit ihrer City-Redaktion vertreten. Außerdem wurde das inzwischen wieder eingestellte Wochenmagazin „sonntag“ für Tablet-Computer der Mediengruppe Madsack im Anzeiger-Hochhaus produziert.
Das Gebäude ist Teil des Medienzentrums Hannover. Unternehmen wie die RTL und Sat.1 Regionalredaktionen sowie ffn und Antenne Niedersachsen haben hier Abteilungen untergebracht. Die Neue Presse hat ihren Sitz im angrenzenden Neubau von Alessandro Mendini.
Unter der grünen, weithin sichtbaren Kuppel befinden sich die „Hochhaus-Lichtspiele“, das höchstgelegene Kino in Deutschland. Nordöstlich schließt sich der Gebäudekomplex des 1905 fertiggestellten Goseriedebades an, der heute von der Kestnergesellschaft und von radio ffn genutzt wird. Im Erdgeschoss des Anzeiger-Hochhauses, in der sogenannten Schalterhalle, richtete die Mediengruppe Madsack Schulungsräume und einen Showroom ein, der unter anderem zur Präsentation neuer Produkte für Tabletcomputer genutzt wurde. Diese Räume weisen eine sehenswerte Deckenkonstruktion mit Licht- und Dekorelementen auf, die nach dem Architekten Fritz Höger als das „Högersche Auge“ bezeichnet wird. Übergangsweise ist dort der Kinosaal der Hochhaus-Lichtspiele untergebracht, weil die Kuppel aufwendig saniert und umgebaut wird.